# Щуревич, Георгий Алексеевич
Георгий Алексеевич Щуревич (родился 22 августа 1943) — генерал-майор ВС СССР и ВС РФ, начальник Военного института физической культуры в 1987—1999 годах, кандидат педагогических наук, профессор.

## Биография
Окончил Ташкентское танковое командное училище имени П. С. Рыбалко в 1963 году. С 1963 по 1986 годы проходил службу от командира танкового взвода до командира учебной танковой дивизии. В 1975—1978 годах — слушатель Военной академии бронетанковых войск имени Р. Я. Малиновского. С мая 1982 по июль 1986 года — командир 26-й гвардейской учебной танковой дивизии.
С июня 1986 года перешёл в систему высших военно-учебных заведений Министерства обороны СССР на должность заместителя начальника Высших офицерских курсов последипломного обучения «Выстрел» по учебной работе. В 1987—1999 годах — начальник Военного института физической культуры, организатор ряда соревнований в рамках Игр доброй воли 1994 года. 24 февраля 2000 года был включён в Административную комиссию Выборгского района Санкт-Петербурга.

## Награды

### Ордена и медали
- Орден «За службу Родине в Вооружённых Силах СССР» II и III степеней[1]
- Медаль «В ознаменование 100-летия со дня рождения Владимира Ильича Ленина»[1]

### Почётные звания
- Заслуженный работник физической культуры Российской Федерации[1]
- Почётный президент Федерации рукопашного боя и панкратиона (1996)[1]